# 經理人月刊

《經理人》（Manager Today）是臺灣一本以商業與管理為主題的月刊，由巨思文化股份有限公司出版，隸屬於巨思媒體集團，創刊於2004年12月。該雜誌內容涵蓋領導、管理、職場發展等主題，主要讀者對象為企業管理者、主管與一般上班族。
除了紙本雜誌外，《經理人》亦經營官方網站、Podcast 節目，並舉辦實體活動與社群互動，發展為多元媒體平台。

## 歷史
《經理人月刊》創刊於2004年12月，由巨思文化股份有限公司發行，初期以月刊形式提供實用的領導與管理知識，針對企業管理者與職場工作者，關注組織經營與個人職涯發展的相關議題。
2008年，開始舉辦「台灣百大MVP經理人」選拔活動，表彰在企業管理實務上有具體貢獻的經理人，並藉由報導與頒獎典禮，累積管理經驗的在地案例。
2013年，因應數位學習的發展趨勢，成立「經理人商學院」，推出職場管理導向的實體與線上課程，內容涵蓋人才策略、領導統御、績效管理等主題，作為內容延伸與應用場域。
2021年，開設《經理人Podcast》頻道，由編輯團隊主持，每週更新多集內容，主題涵蓋職場溝通、商業趨勢、經營策略等。
2023年，導入生成式人工智慧技術，推出「AI Podcast」與「對話式職場教練」等數位內容服務，並結合語音合成與互動學習設計。

## 資料來源
1. ↑  夏春平主编,世界华文传媒年鉴  2011,中国新闻社  世界华文传媒年鉴社,2011.08,第483页